# Penstemon spectabilis
Espèce
Penstemon spectabilis  est une espèce de plantes de la famille des Plantaginacées, originaire d'Amérique du Nord. Elle est connue sous le nom de  Showy Beardtongue ou encore  Royal Beardtongue en anglais.

## Description
Cette espèce est pérenne et peut atteindre 1m de hauteur. Les fleurs sont généralement de couleur rose ou pourpre.